# Histopona palaeolithica
Histopona palaeolithica là một loài nhện trong họ Agelenidae.
Loài này thuộc chi Histopona. Histopona palaeolithica được Paolo Marcello Brignoli miêu tả năm 1971.